# Antonín Pravoslav Veselý
Antonín Pravoslav Veselý (30. června 1873 Jičín – 18. března 1904 Praha-Nové Město) byl český novinář, spisovatel a levicový vlastenecký aktivista, odsouzený v procesu s tzv. Omladinou v únoru roku 1894 a vězněný do podzimu 1895. Po svém propuštění se nadále věnoval novinářské a vydavatelské činnosti a své vzpomínky na proces literárně zpracoval, ve věku 30 let však zemřel následkem tuberkulózy, kterou onemocněl během věznění.

## Život

### Mládí
Narodil se v Jičíně ve východních Čechách do české rodiny, v mládí odešel do Prahy. Vyučil se typografem, posléze byl v Praze zaměstnán jako tiskař. V té době se netajil svými národoveckými a protirakouskými postoji a stýkal se s kruhy pražské studentské i dělnické radikální mládeže. Posléze začal přispívat a redigovat časopisy redaktor časopisů Základ a ve spolupráci s Antonínem Holzbachem také list Omladina, posléze přejmenovaný na Pokrokové listy.

### Demonstrace 17. srpna 1893
17. května 1893 byl ukončen poslední pokus o přijetí tzv. punktačních bodů, které měly česko-německé národnostní spory vyřešit faktickým rozdělením zemské správy na oblasti české, německé a smíšené, a tím v podstatě rozložit tradiční Království české. V červnu 1893 zorganizovala německorakouská sociálně demokratická strana velké demonstrace za všeobecné hlasovací právo. Napjatá politická atmosféra vyvrcholila 17. srpna 1893 masivním incidentem při slavnostním průvodu Prahou u příležitosti oslav třiašedesátých narozenin císaře Františka Josefa I. Mladí radikálové je využili k demonstracím svých požadavků za zlepšení národnostních práv Čechů, ale objevovaly se též plakáty proti vládnoucí dynastii a vládě. Demonstranti křikem přehlušili vojenskou kapelu při oficiálním ceremoniálu na Staroměstském náměstí, pak se vydali Celetnou ulicí, provolávali hesla, slovně tupili císaře, rozbili výklady restaurace U císaře rakouského a vývěsní tabule šlechtického kasína. Akce byl osobně přítomen student Jan Ziegloser, který spolu s Václavem Čížkem a několika dalšími tiskli letáky a tiskoviny zesměšňující majestát císaře a monarchie na Ziegloserově hektografu.

### Proces s tzv.Omladinou

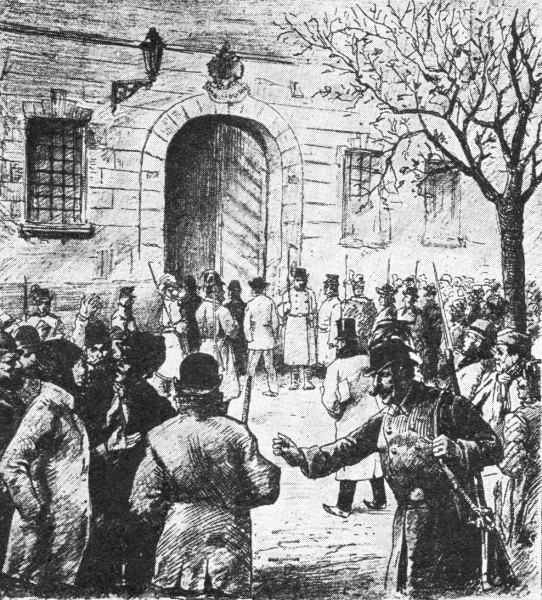
Proces s Omladinou (dobová kresba)

Rakouská policie následně začala hromadně zatýkat v řadách české radikální mládeže. Úřední vyšetřovací verze policie pod vedením vyšetřovatele Václava Oliče spočívala v předpokladu existence tajného, tj., úředně nepovoleného, radikálního spolku, který měl protestní a další protirakouské akce (šíření letáků a tiskovin, přemalovávání rakouských státních symbolů atd.). Verzi podporovala i řada indicií, například existence množství drobných, úředně neoznámených spolků mládeže, které se často s odkazem na svůj věk nazývali omladina. stejně jako částečně smyšlená svědectví několika českých konfidentů, Dále policie na udání dvacetiletého Rudolfa Mrvy zatkla Jana Zieglosera, v jeho domě pak našla schovaný hektograf, který Ziegloser předtím důvěřivě ukázal Mrvovi. Zatčeni byli i jeho spolupracovníci, a následně pak široký okruh politicky nepohodlných aktivistů, včetně Veselého.
Celkem 38 zatčených tzv. omladinářů bylo vězněno v Novoměstské káznici v areálu Novoměstské radnice, všem bylo mezi 16 a 31 lety. Mezi další zadržené patřili například politici Alois Rašín, právník Karel Stanislav Sokol, redaktor Josef Škába, básník Stanislav Kostka Neumann, bratři Antonín a Alois Hajnové. Veselý zde pak sdílel celu s novinářem a překladatelem Josefem Pachmayerem. Po Mrvově brutální vraždě dvěma jeho přáteli O. Doležalem a F. Dragounem jakožto pomsty za udavačství byl při nové vlně zatýkání zadržen také Antonín Čížek II. a obviněn z podílu na násilném činu. Ve vězení je navštěvovali některé osobnosti českého politického života, včetně Tomáše Garrigue Masaryka, kteří vynášeli ven z vězení motáky. Případ v českých zemích pro svůj národnostní podtext budil mimořádnou pozornost.

### Soudní líčení

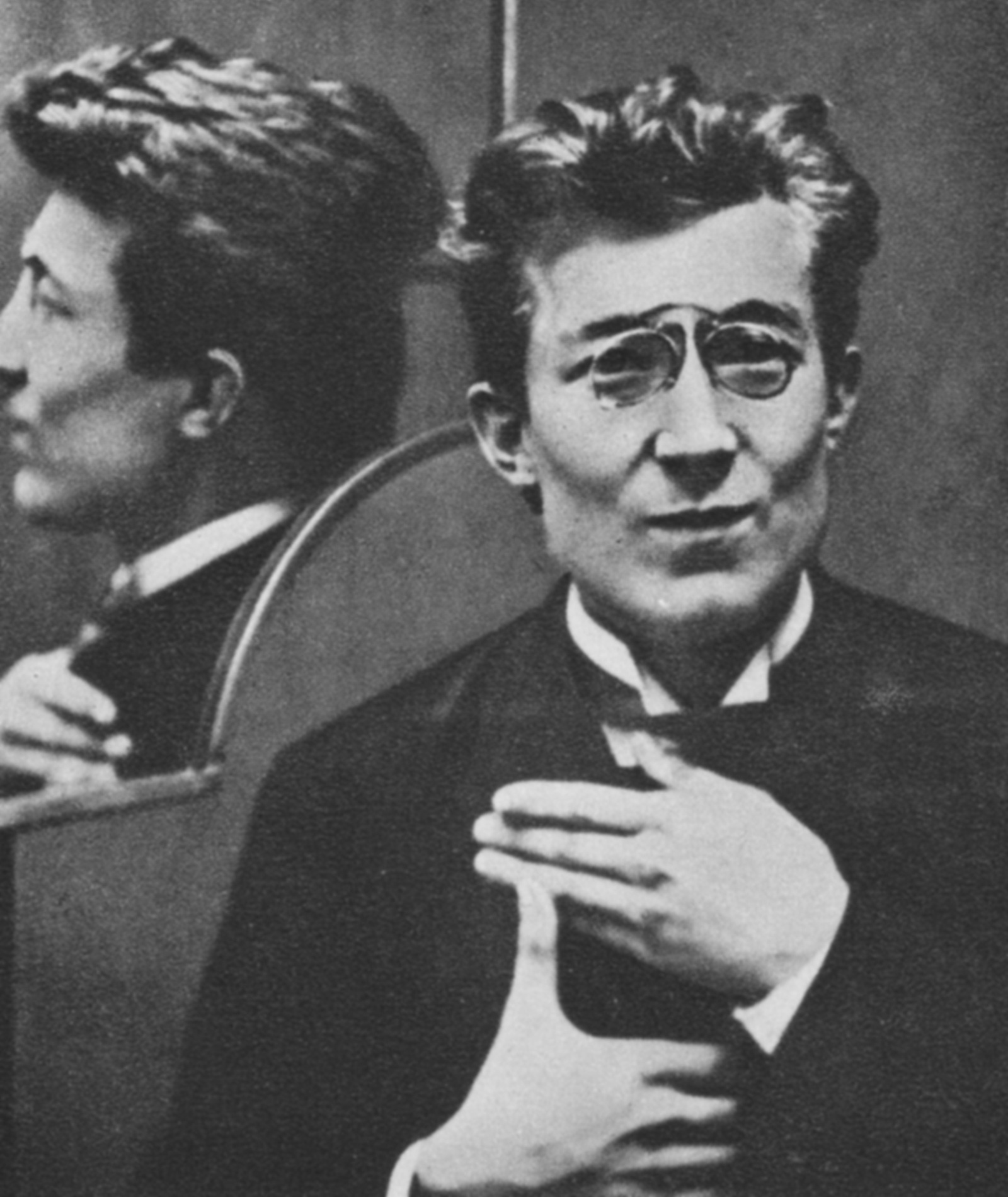
Antoín Pravoslav Veselý, vězeňská fotografie z plzeňské trestnice Na Borech, 1894.

Soudní proces s Omladinou probíhal v soudní síni Novoměstské káznice začátkem února 1894, tribunálu předsedal soudní rada Krčmář, skupinu hájilo několik obhájců v čele s JUDr. Baxou. Alois Rašín napadal celý proces pro absenci jeho právního základu. Jednání za mimořádného veřejného zájmu a masivní účasti příchozích probíhala mimořádně emotivně a byla často přerušována výkřiky z davu či z řad souzených. Mezi těmi vynikal především Václav Čížek, jako jeden z nejhorlivějších řečníků. Několikrát byl napomínán pro pohrdání soudem a jeho nepoddajné chování u soudu se pak též projevilo na výši jeho trestu.
| „                                                                               | Předseda (ve velkém vzrušení): »Vyzývám obžalované naposledy, aby se vzdálili. Jinak užiji zákona a každý přičti si následky sám.« Hrobové ticho. Obžalovaní konečně opouštějí porotní síň, ale zůstávají státi v čekárně. Oddělení stráže s nasazenými bodáky za nesmírného křiku, soptění a zlořečení žene vyšetřované, »Rudý prapor« v pravém slova smyslu řvoucí, do cel. Jednotlivci, mezi nimiž vyniká V. Čížek, rozhalují košile, nastavují prsa a volají v děsném vzteku: »Bodněte! Vrahové! | “ |
| — Antonín Pravoslav Veselý: '"Proces Omladiny'', Praha, Vlastním nákladem, 1902 | |   |

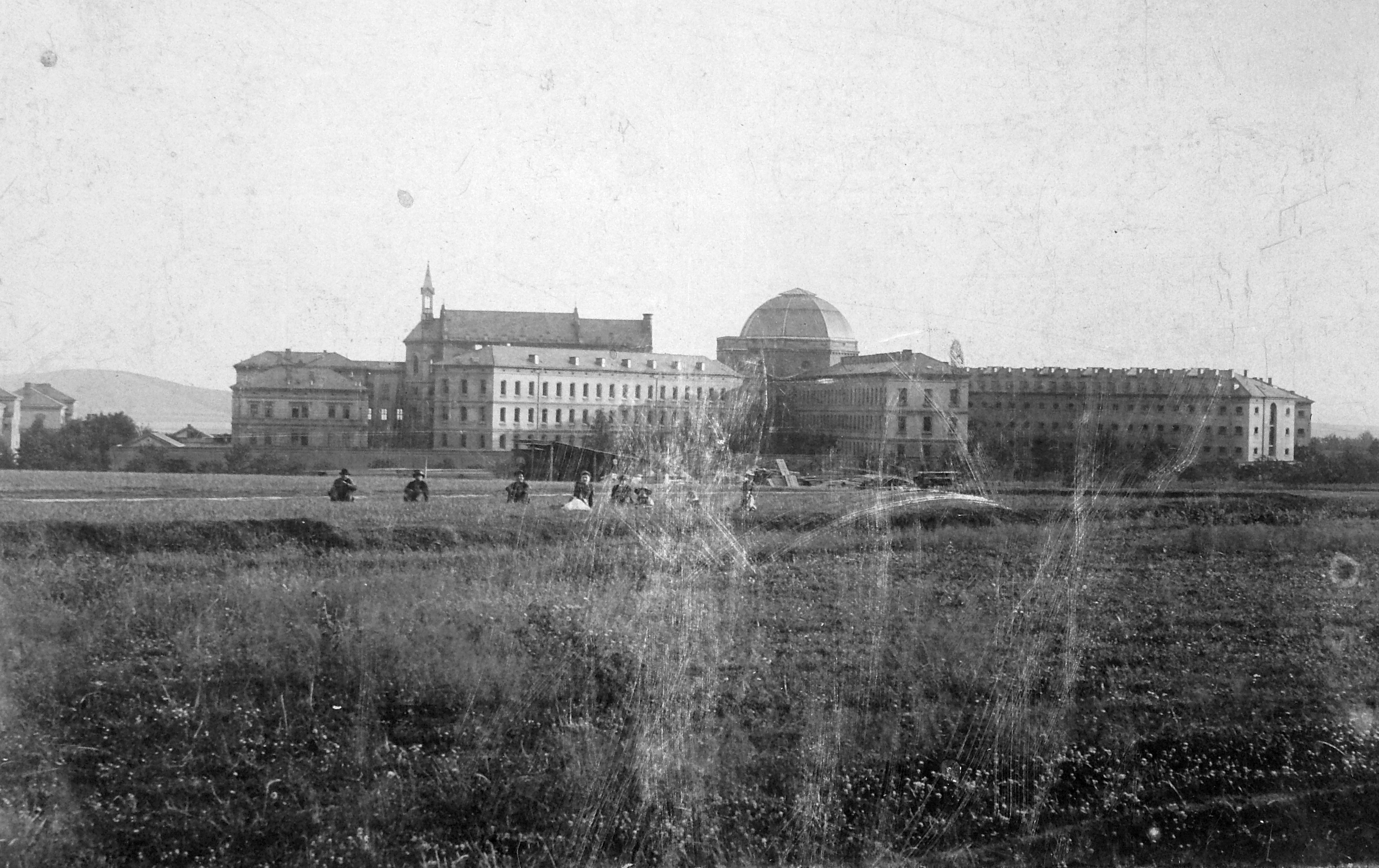
Borská věznice v Plzni v roce 1905

Nejvyšší tresty odnětí svobody byly nakonec uděleny 14. února 1894 ve výši: Janu Ziegloserovi (8 let), Václavu Čížkovi (6 let), Františku Synáčkovi (6 let), Bořivoji Vajgertovi (5 let), H. Hradcovi (5 let), B. Štichovi (5 let), dalších 62 odsouzených dostalo tresty vězení v délce od několika měsíců do tří a půl roku. Antonín Pravoslav byl pak odsouzen k trestu sedmi měsíců. Odsouzení se rozsudek dozvěděli až toho dne večer díky propašovaným novinám. Druhý proces ve věci tzv. Omladiny se odehrál od 13. do 20. března s obviněnými ve věci vraždy Rudolfa Mrvy, Antonín Čížek II., který skupinu háji, dosáhl ve svém případě plného osvobození, mimo jiné díky tomu Doležal a Dragoun se později k vraždě sami doznali. Odsouzení podle politických paragrafů byli uvězněni v nově postavené plzeňské věznici na Borech, odsouzení podle kriminálních paragrafů (výtržnictví apod.) byli umístěni do Pankrácké věznice v Praze. Veselému byla, stejně jako dalším důležitým postavám procesu, nařízena samovazba. Za další tiskové delikty mu navíc byl vyměřen trest jedenácti měsíců vězení. Zde se vinou špatných životních podmínek nakazil tuberkulózou.

### Po propuštění
Téměř všichni odsouzení v procesu s tzv. Omladinou měli být na podzim 1895, včetně Veselého, postupně propuštěni na amnestii, která se však na Zieglosera neměla vztahovat. Čížek, Rašín, Sokol, Škába a mnozí další odmítali vězení opustit, aby podtrhli nesmyslnost procesu. Poslední věznění nakonec vyšli 5. listopadu 1895 na svobodu v rámci amnestie vyhlášené předešlého dne. Dva z odsouzených ve vězení záhy zemřeli na tuberkulózu, Václav Čížek pak ve stavu hluboké deprese spáchal 8. listopadu Václavském náměstí sebevraždu zastřelením. Jan Ziegloser byl nakonec předčasně propuštěn.
V dalších letech pak např. redigoval S J. Skalákem časopis Pokrok v Kolíně a od 1897 protiklerikální časopis Záře.V roce 1896 založil spolu František Modráčkem radikální uskupení Strana pokrokových socialistů, která roku 1897 vstoupila do Českoslovanské sociálně demokratické strany. Roku 1896 spolupracoval na založení Dělnické akademie a po vstupu do soc. dem. se stal redaktorem stranického periodika Právo lidu. Zastával postoje tzv. pokrokového socialismu, avšak povětšinou odmítal marxistické myšlenky. Rovněž hájil republikánské postoje.

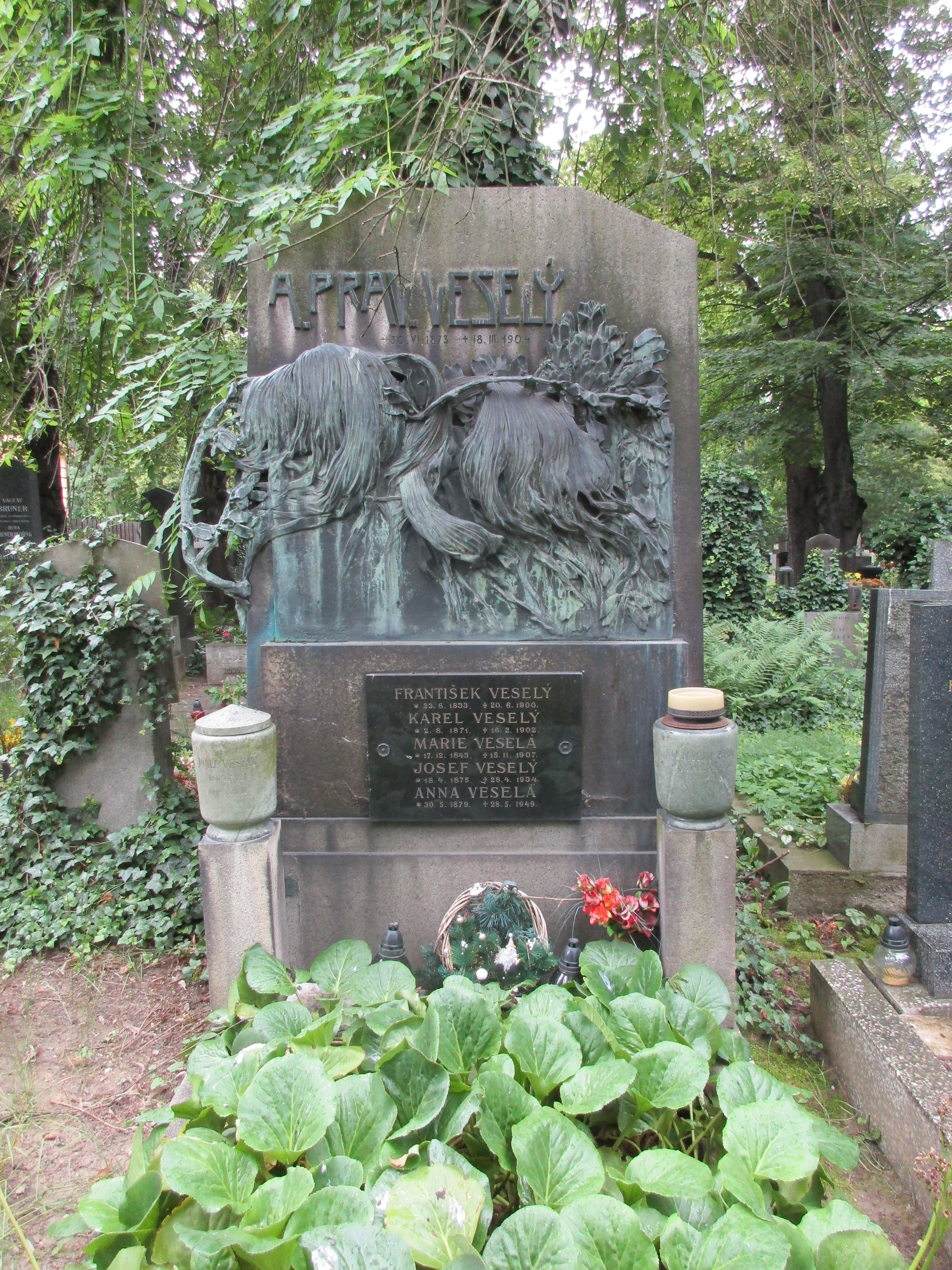
Hrob rodiny A. P. Veselého na Olšanských hřbitovech

Své vzpomínky z procesu s Omladinou shrnul Veselý v díle s názvem Proces Omladiny vydaným samonákladem roku 1902.

### Úmrtí
Antonín Pravoslav Veselý zemřel 18. března 1904 ve svém bytě ve Wenzigově ulici na Novém Městě pražském následkem onemocnění tuberkulózou. Byl pohřben v rodinné hrobce na Olšanských hřbitovech, jejímž autorem je akad. sochař Bohumil Kafka.
Roku 1905 vydal Jan Ziegloser Veselého životopis a sebrané spisy s názvem Antonín Pravoslav Veselý, životopis a literární pozůstalost spolu s výborem prací již otištěných.

## Dílo
- Proces Omladiny (1902)